# Plectroniella armata
Plectroniella armata är en måreväxtart som först beskrevs av Karl Moritz Schumann, och fick sitt nu gällande namn av Robyns. Plectroniella armata ingår i släktet Plectroniella och familjen måreväxter. Inga underarter finns listade i Catalogue of Life.